# Šarišské Dravce
Šarišské Dravce est un village de Slovaquie situé dans la région de Prešov.

## Histoire
Première mention écrite du village en 1295.

## Démographie

### Évolution de la population
| Année:               | 1994. | 2004.   | 2014.   | 2024.   |
| -------------------- | ----- | ------- | ------- | ------- |
| Nombre de personnes: | 1210  | 1244    | 1224    | 1245    |
| Différence:          |       | +2,80 % | -1,60 % | +1,71 % |

| Année:               | 2023. | 2024.   |
| -------------------- | ----- | ------- |
| Nombre de personnes: | 1237  | 1245    |
| Différence:          |       | +0,64 % |